# En el país de los juegos, el tuerto es el rey...
En el país de los juegos, el tuerto es el rey... es el duodécimo álbum de la historieta Superlópez. En esta obra el autor muestra su visión particular sobre la ludopatía.
Algunos críticos lo valoran, junto con Cachabolik Blues Rock, como el mejor álbum de los que componen la historieta.